# Ванинлаг
Ванинла́г (Ва́нинский исправи́тельно-трудово́й лагерь Дальстро́я) — подразделение, действовавшее в системе исправительно-трудовых учреждений СССР.

## История
Ванинлаг был создан в 1951 году. Управление Ванинлага располагалось в посёлке Ванино, Хабаровский край, и позднее в посёлке Тишкино, Хабаровский край. В оперативном командовании он подчинялся Главному управлению исправительно-трудовых лагерей Дальстроя.
Максимальное единовременное количество заключённых могло составлять около 17 500 человек.
Ванинлаг был закрыт в 1953 году.

## Производство
Основным видом производственной деятельности заключённых были лесозаготовки, горные работы, дорожное строительство, работа на промышленных предприятиях и в сельском хозяйстве.

## Начальники
- Савицкий (1951—1952)
- Казаков (1951)
- Баранников А.П. (1952)